# Tom Armitt
Thomas „Tom“ Armitt (* 1. April 1904 in Pendleton; † 15. Oktober 1972 in Salford) war ein englischer Fußball- und Rugbyspieler.

## Karriere
Armitt kam im Februar 1926 zum Football-League-Klub Accrington Stanley und spielte zunächst im Reserveteam in der Lancashire Combination. Nach einer Verletzung des Mittelläufers der ersten Mannschaft, Billy Rooks, rückte Armitt im April 1926 für ein Ligaspiel der Football League Third Division North gegen Wigan Borough in die Aufstellung. Als „stämmiger und junger Spieler, der gute Leistungen im Combination-Team zeigte“ beschrieben, erhielt er im Anschluss an den 4:0-Erfolg sowohl von der Athletic News („vielversprechend“) als auch vom Korrespondenten des Accrington Oberservers („Ein großer Bursche der ein wenig langsam ist, aber mit einer ruhigen und gefassten Art, und einer guten Vorstellung von den Aufgaben eines Mittelläufers“) wohlwollende Kritiken. Armitt spielte noch bis Jahresende weiter regelmäßig für das Reserveteam, im Januar 1927 wurde seine Registrierung bei Accrington wieder gestrichen.
Armitt schwenkte alsbald auf Rugby League um, von 1931 bis 1946 spielte er für Swinton, 1943 bis 1944 trat er für den Hull FC in Erscheinung. Armitt brachte es dabei auf der Position des Haklers zu Auswahleinsätzen für England (10 Einsätze, 1935–1939) und Großbritannien (8 Einsätze, 1933–1937). Sein Sohn Charlie Armitt (1926–2004) war ebenfalls englischer Rugbynationalspieler.
Im Zweiten Weltkrieg diente Armitt in der Royal Air Force, noch im November 1945 war er im Nahen Osten stationiert.